# 膜叶玉叶金花
膜叶玉叶金花（学名：Mussaenda membranifolia）为茜草科玉叶金花属下的一个种。